# 王宗晏
王宗晏（?—?），中國五代十国時代人物，前蜀高祖王建的义子。
事奉王建为义子，王建给他赐姓名王宗晏。前蜀后主乾德二年（920年），他和王宗俦一起讨伐岐国，抵达威武城，没有获得战功。后来史书上没有关于他的记载。